# 玉ニュータウン
玉ニュータウン（たまニュータウン）とは、テレビ埼玉（テレ玉）ほかで放送されていたバラエティ番組である。2008年6月4日放送開始、2013年3月15日放送終了。略称は玉ニュー（たまニュー）。
2011年4月以降は、「5いっしょ3ちゃんねる」同時放送枠として、加盟局の群馬テレビ、とちぎテレビ、千葉テレビ放送、テレビ神奈川に同時ネットされていた。
2012年4月に番組リニューアルを行い、それ以降番組終了までは『玉ニュータウン 激動編』（たまニュータウン げきどうへん）として放送していた。
2013年3月15日の放送で最終回とし、翌週の3月22日の総集編をもって番組が終了することとなった。

## 概要
埼玉県さいたま市と川口市にある架空の都市「玉ニュータウン」にて人口5万人を目標に発展させるため、迷い込んだ、さをり（西舘さをり）を中心に市長、署長、自治会と住民（キャラクターその他大勢）が試行錯誤。しばし暴走し先は見えない状況だが様々なコーナー等を発信し努力している…。
最終回（2013年3月15日）で、玉ニュータウンの市役所が、市長・署長・秘書・ホタティアンナらと共に火星に飛び立つことになったため、番組自体も終了することになった。なお、5いっしょ3ちゃんねる各局ではジョナサンにいたために火星に行けなかった渡辺恋による総集編が最終回の翌週2013年3月22日に放送された。
2013年4月以降は、玉ニュータウンの製作スタッフを引き継いだ新番組『モテ福』が同時刻に放送される。演出方法や、隠し目的の赤丸（玉ニュータウンでは「禁」マーク）などが当番組と同一である。

## 玉ニュータウン市民

### 主な市民
ヒデオ
声 - 鈴村健一
玉ニュータウン市長。初登場時は人形の製作が間に合わず西舘さをり画の顔が描かれた紙粘土で作られたタマゴだった。2008年7月30日放送分より3次元立体マシーンによって人形へと進化した。
2009年7月、セクハラ疑惑により市長職を解雇されるが、日比谷公会堂で行われた選挙により会場に来た市民の大多数の支持を得て再選を果たす。
2010年10月10日、よみうりランドの大交流会で婚活を行いツネアキと共に20人の花嫁と合同結婚を行うが、式の直後に拾い食いが発覚しその場で離婚となった。少年時代は弟のヒデキ（声-宮野真守）と共に暗殺組織にいた。覚醒すると目が青くなり大型の剣を召喚する。
又の名は「メダリストの先輩」、市民番号は「0000069番」。
ツネアキ
声 - 櫻井孝宏
玉ニュータウン警察署長。市民番号は「009番」。3次元立体マシーンによってイラストから人形へと進化した。手に持っている拳銃はトカレフで、帽子はCOSPAのオーダーメイドである。市長曰く「じゃんけんに弱いのではなく、勝負運がない」。寝起きはひどい（キャサリン談）。
ヒデオの秘書のキャサリンとは恋人同士だったのだが、条例で禁止されているキスを執拗に迫ってしまった為に破局を迎えたものの、再び復縁しつつあうる。過去に、くのいちの「あざみ」「かえで」姉妹とは何らかの関係を持った様子。ダジャレでしめるのがお約束となっている。エイヒレーヌ（声-櫻井孝宏）は義理の姉。
キャサリン
声 - 松来未祐
市長ヒデオの秘書。市民番号は「0000003番」。ちなみに「0000002番」はHP担当の金子。本名は「トシコ」だが、公の場では強制的に「キャサリン」と呼ばせている。間違って「トシコ」と呼んでしまうと、彼女から「月に変わってフルボッコ」される。眼鏡はルミネで購入。3次元立体マシーンが34歳でないと使えないため、ツネアキ達が立体化した後も2次元のままとなっていたが、日比谷公会堂での第4回交流会にてついに立体化した姿を披露した。
隠れてツネアキと付き合っていたのだが立体化のためとは言えヒデオとキスをし、前科者になったツネアキを信じられなくなり口車遅郎と一時期付き合っていた。現在はツネアキと復縁に向かっている。兄弟は姉に歌手のシェイリー（声-豊口めぐみ）と兄にノリ鉄のサブ（声-小野坂昌也）がいる。エア彼氏は小池徹平。
ラジオパーソナリティーのアルバイトをしているらしい（2009年11月5日放送分からの新設定）。
西舘さをり
副市長。某悪徳編集部をクビになった女の子。市民番号は「0000001番」。植木を買って川口市からさいたま市へと歩いている途中、謎の光に包まれて玉ニュータウンへと迷い込み、玉ニュータウンの市民になった。2012年1月20日から住み込みアルバイトから昇進。
キヨタカ
声 - 岡本信彦
玉ニュータウン市の聖玉学園高等部の校長先生。金持ちでちょっと世間知らず。学園の理事長をやっている双子の兄がいるらしい。得意技は超高速ベロベロ。
『モテ福』にも、「キヨタカ」という名前の土産物屋担当の従業員が存在しているが、同一人物であるのかは不明。
アンキラス・タカ
ただのフリーター。番組2年目のお正月に、圧倒的な戦力不足を補うために市長が街で見つけてきた素人。時々アルバイトで番長ヤンキルスになったり、マダムトシコの私設執事になったりと狭い活動をしている。好きな食べ物は寿司と蕎麦…と、署長と関係がある人物と共通点が多い。「玉ニュータウン・カレー部」の部長を務めていた。また、よみうりランドで行われた大交流会以降、ちょっと天狗になっているとも言われている。
『モテ福』にも、従業員反省会に不定期出演で継続出演している。
渡辺恋
市役所観光課課長代理、兼ホスト店店長代理。ジャンプやマガジンの愛読者。好きなマンガはトリコ。持ちギャグは1万種類あるとの噂の「ブロッサーーム」。
前述のとおり、唯一最終回で火星に行けなかった市民である。そのためか、『モテ福』にも、主演のオタマ（女将）の知り合のホストとして継続出演している。
山田詩織
市役所バイト。 現役女子高生で制服らしき服装をしている。ヤーマダと呼ばれている。以前行われた新メンバーオーディションで唯一生き残ったメンバー。
クロオ・ビーン
「玉ニュー夏の粘土フェスタ」（2009年7月15日放送分）より罰ゲームの執行人として登場。黒い帽子に白いマスク、道着姿であるが名前に反して帯は白帯。特定の1名ではなく複数存在し、登場のたびに中身の人物が変わっているため、態度がその都度所々変わる。現在は初代に戻っているが、回によってはクロオビーンが増殖する。
ホタティアンナ（漢字名：帆立 杏奈）
声 - 佐藤亜美菜（AKB48）
聖玉学園の2年生。漢字では「帆立 杏奈」と書くことが2012年5月11日放送分で判明した。2012年4月6日放送分（激動編開始）より登場。名前のとおりホタテの形をしていて、基本的に「パカパカ」と喋る。
ともP
演 - 中野とも子
玉ニュータウンのスナック「とも子」ママ。趣味で占いや人生相談にのっている。ただ、スナックのママの設定なんかどうでもいいらしい。ここ1年以上登場していないレア市民。
イッチィ
声 - 市来光弘
ヒデオの元ペット。 パラボラトカゲという種族で、体は紙でできている。いつもひとりぼっちで散歩に出かける。そのため番組序盤には、「イッチィ散歩」というコーナーがあった。ただペットである為、厳密には市民ではない。最近は、出演がめっきり減り市長曰く｢玉ニューを出てった市民かな｣とのこと。ちなみに、今はゲームをやっているらしい
神玉
演 - ポンピクンありさ
玉ニュータウン市の重要文化財に指定されている大玉玉神社に住んでいる。神様ではなく神玉。ヒデオ曰く「ポンピクンと仲良くなるとタイに行ける」。
ヒデオとは15年前からの付き合いで道を歩いていて倒れている所を通りがかり、「大丈夫か? 甘いの食べるか?」と話しかけて羊羹をあげた事が知り合った切っ掛けらしい。ヒデオの神玉との一番の思い出は「山家（渋谷にある居酒屋）で呑んだ事」だが、神玉のヒデオとの一番の思い出は「特にない」という。
2011年4月1日放送分にて卒業した。

### その他の市民
- バラン爺さん（声 - 遊佐浩二）
玉ニュータウン市の生き字引。定期的に根来プロデューサーが出演依頼の電話を掛けているが断固着信拒否をしている。
- ウメボシファンタジー（声 - 小清水亜美）
世界チャンピオンタイトルを5つ保持する女性ファイター。ちょいエロ。好きな言葉はファックス。
- タエバア（声  福圓美里）
紙芝居ばばぁ
- 玉玉の山（声 - 杉田智和）
玉ニュータウン出身の大横綱。玉ニュー部屋所属、身長147cm。たまに兄嫁の盗撮をする。
- ノーマル坊主（声 - 入野自由）
恋愛感覚や金銭感覚など全てにおいて普通。うっかり面白いことを言って目立ってしまうとヒートアイランド現象を起こす。
- おむすびっ子ロリン（声 - 能登麻美子）
本名熊岡トメ（16歳）。お米を大事にしない人を見るとロリンに変身して虐殺する。
- ウィスパー吉塚（声 - 井上和彦）
市長と署長の同級生。ふたりの結婚式披露宴にお祝いメッセージを届けた。
- 乗り鉄のサブ（声 - 小野坂昌也）
秘書キャサリンの生き別れの兄。玉ニュータウン史上最もキケンな男。
- モーリー（声 - 宮田幸季）
- 石野勇気
「空回り」「リトルブライド」の作曲者
- 石野未来（声 - 水樹奈々）
紅白出場歌手。石野勇気は兄。「サンダルで歩いた中目黒」は玉ニュータウンのヒットソング。
- シェイリー（声 - 豊口めぐみ）
市長秘書キャサリンの姉。ちょっとなまっている。
- 白樺キューピッツ
- 坊主ボーイズ
- マイク島岡とビキニギャルソン
- スキップ松山
- ドリームズ・タマ・トゥルー
- レディ・クワクワの師匠
- レガール
- 中村あゆみ
田んぼだらけで何も無かった24年前からの玉ニュー市民で、市長とは友達。第10回放送でイッチィ調査員より名誉市民として専属歌手に強制任命された。2008年7月9日放送分より、「翼の折れたエンジェル2008Version」がエンディングテーマとして使用された。
- 水木一郎
玉ニュー名誉シンガー。日比谷公会堂での交流会（昼の部）に登場。
- 影山ヒロノブ
玉ニュー名誉シンガー。よみうりランドでの交流会に登場。
- ネギ祭りの若衆
- チューインガム工場の工員
- 流し台
- 岩田良夫
52歳。自営業。ポッと出のバツイチ。最近腰が痛い模様。 別れた妻（名前はアキコ）に帰ってきて欲しいと思っている。番組序盤、市民紹介を兼ねた「ポットする一言」というミニコーナーを持っていた。市内の市営住宅在住。「熱いお湯を流されると、ボッコン! というんです…どうしたらいいですか?」との苦情を市長室に寄せて来た。
- 渡辺幸子
25歳のOL。「ポットする一言」の次に始まった「今週のDVD情報」というミニコーナーを担当。
- ジャー
3倍の速さでご飯が炊ける炊飯器を持っているおじさん。
- スザンヌ
- ボビー・オロゴン
第4回交流会にて市長選に出馬。

#### 鈴村健一担当
- オニギラレ
本人曰く、「おにぎりじゃなくおにぎられ」。「いつまでも梅とかたらことか筋子じゃなく、新しい（もっとウマい）のを抱きたい」と市長室にクレームを入れてきた。
- 大げさ仮面
特技は「大袈裟」、決め台詞は「ビッグジョン」、夢は「一戸建て」。有名人候補面接に登場するも、不合格となった。
- 十月ザムライ
現在の名前は十一月ザムライ。特技は「相手の心を斬り付ける事」で、どんなものでも十月の「十」の文字のような一直線に残る傷をつける。 臨月の為お腹が「ポッコリ!!」しており予定日は10月13日（体育の日）。髪型は「ピッチリ!」の10:0分けと十に拘る性格。霜月侍という妹がいる。
- かわいそうな牛
「かわいそうに」が口癖で、誰かと会話していてもすぐに相手を可哀想に思い、口にする。「玉ニュータウンの仲間たちミニマム」の一員。トイレに行っている間にツネアキ達にサービスエリアに置いて行かれたヒデオが合流するために呼び出した。可哀想なことを聞かせると、物凄い速さで走ることができる。
- 2月ライダー ウイング
毎年2月にやってくるヒーローで「2月ライダーミュージカル」を公演する。そのミュージカルは超スピードで、その速さはあまりに美しく見るものすべてに感動を残す。2009年の演目は第一章「この愛にいきんで!」、第二章「前歯の思い出」、第三章「フッ!ハッ!ホッ!モッ!フッ!」の3本立てで第三章は口車早郎とのコラボで行われた。
- ざっくばらん
初登場時に同時に現れた偽者との「市民の名前で山手線ゲーム」に勝利した。
- ゆっくりブルー
初登場時に同時に現れた偽者との「自分の情けないところで山手線ゲーム」に勝利した。それによるとじゃんけんに弱く、鼻からピューってやられお腹がちょっと痛く弟の方が稼ぎがよくなりそうであるらしい。
- シーモネーター
もうすぐ35歳。卑猥な言葉を壁に落書きしたり、市民に下ネタを言いまわる。毎回格好良く死ぬ。

#### 櫻井孝宏担当
- サヨリーナ
遅郎と別れたキャサリンがヨリを戻そうとした時に現れたツネアキの新しい恋人。キラキラ輝く「シュッ」としたスタイルが特徴で勝ち誇ったように笑う時の声は「魚（ギョッ!）」。弱点は「アイスピックでメッタ刺し」にされる事。ツネアキを取り戻すために数回キャサリンの挑戦を受け、全て完全勝利するも思い直したツネアキにメッタ刺しにされ別れた。実は市長が書いた小説の登場人物だった。
- 即興子（そっ きょうこ）
天才詩人で、センスある詩を扇子にしたためる「センス師」の代表的存在。「玉ニュータウンの仲間たちミニマム」の一員。
- ホメラニアン
人間の言葉がしゃべれる奇跡の犬。日頃蔑まれているものでも何でも褒めて救う「褒めの達人」。
- ハゲマース
熱烈アメリカン。どんなにパッとしないもの、夢のないものでも熱く応援する「ノーベルホット賞」を受賞した文学者。生まれはハーゲンダッツで、現在は与野本町在住。プロ野球選手で横浜に在籍（外国人枠でファームにいる）。足がジェットの様になっている為、「ジェットのハゲマース」と呼ばれている。ハゲミーナ（声：佐藤亜美菜《AKB48》）という嫁がいる。

#### 松来未祐担当
- あざみ
初登場は30歳。くのいち面接官として、さをりの適性を調べに市長室にやって来た。第1回市民審査（2008年7月23日放送分）で、丸井のバーゲンに行ってしまったキャサリンの代役として再登場。一度シノビを辞めてキス元キス男の所に嫁に出され鱗を磨かされる毎日から逃げる様に帰ってきたという過去がある。
- かえで
あざみの妹で、くのいち。 ツネアキが海岸であざみに一目惚れした時に、姉を守る為に登場し鎖鎌を投げつけた。出会った時からサヨリーナとは折り合いが悪く、直接対決をした事もある。ツンデレ気味で、憎まれ口を叩きつつもツネアキの事が気になっている模様
- 口車遅郎（くちぐるま ちろう）
世界的スロートーカー。その独特の低い声と通常の人間の1/5というとてもスローな語り口で、美味しい料理の話をしてくれる。ツネアキと別れたキャサリンと付き合うも、短期間で別れている。
- 口車早郎（くちぐるま そろう）
口車遅郎の別人格で、サヨリーナと早郎が交際中に「貴方の遅さが私の神経をサカナ・デするの!」と別れ話を切り出した時、早郎の口の中から飛び出してきた。
- マスター
「レイガーン」地区を南下した所にあるバー「プーアル茶」のマスターで、名前も「マスター」。 癒しスポットである為、悩んでない人が来店すると「悩むのがいいか、タン壷になるのがいいか」を選択するよう迫ってくる。「玉ニュータウンの仲間たちミニマム」の一員として「世界中の生き物の涙を集めてカクテルを作る」旅に同行。
- 湯がみ
歪んだ湯飲み。屁理屈っぽい。家庭訪問で訪れたツネアキにサインと座右の銘を求め、身体に「署長ツネアキ 吉野家のお玉の穴は全国共通47個」と書かれた。玉ニュータウンの仲間たちミニマム」の一員として「世界中の生き物の涙を集めてカクテルを作る」旅に同行。
- 鈴木良子
イケメンソムリエで、イケメンソムリエ志望者の面接官。30歳。
- 主婦（30歳）
主人に「お前の愛してるって台詞は、全然愛してるって気持ちが伝わってこない。もっとセクシーに愛してるって言え」と踵をかじられる、と市長室に相談を寄せて来た。
- シャコタン
一日市長として市長室を訪れた玉ニュータウン市のアイドル。玉ニューのヲタク達に大人気で「シャコタンブログ」が凄い事になっている。「シャコタン語」はTV用らしい。
- セクシー婦人
30歳。下着はパープルしかつけない。 セクシーの秘訣は「恋をしない事」で8年していないが、今後はする予定ではいるらしい。
- オクトー婆（おくとーばぁ）
今年米寿を迎えるお婆さんで風流を重んじるあまり、何でも「五・七・五」でしかしゃべらない。
- 小学5年生斉藤ジロー
- 商店街会長の妻木村麗子
- 30歳までの女の生き方センター サミィ 31歳
- ひととおりキャラセンター 星キラ子

#### 市来光弘担当
- 玉ニュータウン総合病院勤務ジョージ
- 商店街会長チャールズ
- 偏差値50センター 田中大介
- すいまセンター 吉田

#### 佐藤亜美菜担当
- ハゲミーナ
ハゲマースの妻。顔はパンダ、胸には妻と書かれている。夫ハゲマースに惚れた理由は咬まないところ。

- 熊本 九州人（くまもと・くすと）
新人警察官。上半身は裸。九州男児らしく（？）豪快な一言でまとめる。

#### 一般市民
- 第1回市民審査で合格した視聴者（11名）
- 第2回市民審査（第1回交流会）でジャンケンに勝ち残った交流会参加者
- 第3回市民審査（第2回交流会）でジャンケンに勝ち残った交流会参加者
- 第4回市民審査で合格したキャラクター
- 大玉玉神社で神玉に相談をした視聴者（第3回交流会）
- 玉ニュー目安箱で紹介されたキャラクター
- 大交流会に来場した視聴者約3000人（第4回交流会）※昼の部と夜の部の両方に参加した人が多数いたため、推測人数
- 自治会のメンバー

### 玉ニュータウン市外に住んでいる人々
- ヒデキ（声 - 宮野真守） 
市長ヒデオの弟
- アメどん（声 - 岩田光央） 
アメ横からの使者。番組内で名前を公募した。
- 魔王（声 - 立木文彦）
- 静香
第1回市民審査にて電話で登場。昔の知人であるが、不合格となった。

### 現在の人口
5万人を目標人口としている。
- 2008年（平成20年）6月（番組スタート時点）：21人
- 2009年（平成21年）11月15日：4055人
- 2011年（平成23年）3月15日：4305人
- 2011年（平成23年）8月19日：4396人
- 2012年（平成24年）12月28日：5092人
- 2013年（平成25年）3月15日（最終人口）：5538人

## 玉ニュータウンの概要
- 地形：豊かな自然に囲まれた平野地帯
- 面積：111.7km2
- 人口：約21人（放送開始時。放送を重ねるごとに少しずつ増加中である）
- 主な財政：チューインガム（玉製菓チューインガム工場が有名）
- 名産品：バラン（全国の90%の生産を誇る…玉ニュータウン調べ）
- 市のシンボル：3つのタマゴ（それぞれ「友情」「努力」「勝利」を表している）
- 市のキャッチコピー：「たま? うん。たま。」（さをりが考案。しかし、自治会でキャッチコピーは保留としている）

### 条例
- 玉ニュータウン六法全書（昭和83年版）より抜粋
- 第1条：棒で人を殴ることは禁止
ただし鉄パイプで人を殴ること（略して「鉄パイ」）はOK。
- 第2条：30歳以上の女性のビキニは禁止
- 第3条：キャミソールを着た者は死刑
肩の紐を引っ張ってバーンとする「肩バーン事件」が玉ニュータウンで多発したことによる。ちなみに、ミニスカートはOK。
- 第5条：いつでもどこでもダジャレは5秒!!
- 第7条：下ネタ禁止!!
- 第22条：キス禁止

#### 追加条例
昭和87年4月13日公布
- 第32条：唐揚げの衣を食べるの禁止
- 第33条：40代は、全員殺し屋だと思え
- 第34条：サラダバーでは、がっつくな!
- 第35条：バイト先での恋愛には、遊び心を持て
- 第36条：幼少時代にチーズフォンデュを食べてるヤツには、ろくなヤツがいないと思え
- 第37条：朝起きたら、まず最初に木の実ナナの事を考えろ
- 第38条：帰省した時の実家へのおみやげは、ツナ缶1缶のみとする
- 第39条：カレーは2日目
- 第40条：カレーはおいしい?
- 第41条：メロン嫌いの人が「キュウリみたいな味がする」って言うの禁止
- 第42条：観葉植物は鑑賞すべし
- 第43条：種は育てよう
- 第44条：ギターとベースならベースの方がカッコイイっていうのダメ
- 第45条：杉、植えないで
- 第46条：根来はちゃんとしろ
- 第47条：お煎餅もっと欲しい
- 第48条：やきとり秋吉からデリバリーしやがれ
- 第49条：砂肝忘れずに
- 第50条：たまには早く終わって飲みに行こう
市長曰く「五本録りじゃなくて二本録りにしようよ。」とのこと

### 年間行事
1月
- 1日：ネギ始め
- 12日：性人式
- 28日：年賀状ライブ

2月
- 3日：鬼接待
- 11日：ライダーミュージカル
- 14日：バランタイン
- 20日：OH!鍋大会

3月
- ネギ祭り
- 4日：この支配からの卒業
- 18日：テレビ埼玉表敬訪問
- 23-30日：年度末ゲンナリウィーク

4月
- 4日：鼻見
- 8日：玉ニュー春の祭典
- 15日：市長 方針演説悶絶

5月
- 4日：玉ニュー・グダグダカーニバル
- 5日：年に1度のキス解禁日
- 11-28日:玉ニュー春の旅行

6月
- 10日:市長選
- 17日:T-1グランプリ
- 24日:雨雨降れ降れ歌謡祭

7月
- 夏バテ防止!ハハハーイ・ウィーク

8月
- アゲアゲ玉ニュー夏祭り

9月
- アゲアゲ夏祭りの後ぐったり月間
市を上げて何もしない。ただし、次の行為はやってもよい。「呼吸、寝返り、自炊、妥協、堕落、泥酔、博打、SPA立ち読み」
- 玉ニュータウン ゴールデン・フェスタ（略称は「玉金フェスタ）

10月
- 玉ニュー史上最大フリーマーケット!

11月
- ブーメランカーニバル

12月
- 玉ニュータウンシチョウシャ大掃除

### 伝統行事
- じゃんけん
ゲームをする時や著名人をゲストで迎える時にじゃんけんをする文化がある。対戦成績は以下の通りである。
  - 市長 VS 署長 - 11戦で勝ち星は5:6
  - 署長 VS キャサリン - 1戦で勝ち星は0:1
  - 市長 VS 署長 VS キャサリン - 5戦で勝ち星は4:3:3（負けは1:2:2）
  - 市長 VS 署長 VS キャサリン VS 今波祐介（作家） - 1戦で勝ち星は1:1:0:1（負けは0:0:1:0）

## その他、街・番組内の設定
- 「キス禁止」の規則を破った場合は「タコ紙」が届き、玉ニュータウン内務省特務機関から「たこ焼き執行委員」が派遣され、キスをした回数のたこ焼きを口に入れたまま30秒熱弁して罪を償わなければならない。
- 「たこ焼きの刑」に処された者が再びキス禁止の規則を破った場合、「ハナ紙」が届く（前科2犯となる）。ハナ紙が届くと玉ニュータウン内フラナアカン機関という組織より「鼻空気シュポシュポ執行委員」が派遣され、足踏み式の空気入れを片方の鼻の穴に挿し、喋っている最中に空気を送り込まれるという刑が執行人の手によって行われる。
- 玉刑法によると、キス前科2犯の者は3度目のキスを犯す前に執行される刑を次の4つの中から選び、先に自己申告をしておく必要がある。なお、選択肢は次の通り[3]。
  - 1ヶ月ジャンケンでグーしか出せないの刑
  - 親と共演
  - 1階のコンビニでえっち本を5冊購入。領収書の名前“もうパンパン様”、但し書き“もうその事で頭がいっぱいなん代”で貰う
  - 7月26日 日比谷公会堂 完全ソロコンサート
- 「ポイズン症候群」…タマゴの殻が割れず、フルモデルチェンジできない状態。玉ニュータウンの住民であれば誰でも一度はかかる病気で子供の時に必ず全員予防接種（ワクチンチン）を受ける必要がある。
- 玉ニュータウンの市民になる資格として、「玉ニュー市民に秘密なし!!」「いつでもどこでもダジャレは5秒」がある。
- 玉ニュータウン内ではセンブリ茶のことを「狭玉茶」という。
- 三次元立体マシーンは取り扱い説明書によると「マシーンを起動させるには、眠れる森のなんとかみたいに王子様のキスが必要」で、34歳の男子同士がしないと動かせない。

## 玉ニュータウンが放送された経緯
- 2008年3月、テレビ埼玉で放映されていた「関口さんII」の出演者・スタッフに内紛が勃発。イーエス・エンターテインメント制作の「万田TV」とタッチプランニング制作の「玉ニュータウン」に分かれた。
- 「万田TV」は関口さん1の放送枠でこれまでの出演者とスタッフを排しリニューアルスタートするも、わずか5ヶ月で終了、9月から九州朝日放送に移して再開。玉ニュータウンは関口さん1のスタッフと出演者に松来未祐を加え、「関口さん1」終了4ヵ月後にスタートされる。
- 玉ニュータウンとしての復活の直接の理由は、「関口さん1」の放送終了の際に視聴者からの苦情が「関口さん1」（現・「万田TV」）のブログに殺到、「関口さん1」のスタッフと出演者の復活を希望する応援に、タッチプランニングと鈴村健一を始めとする出演者たちが応えたことによる。

## 他県・他市との交流
第1回交流会（竹田真D結婚披露宴）
- 2008年10月4日 イオンモール川口キャラ
- 700人のファンがネギを持って集結、玉ニュータウン独自のルールで披露宴が行われた。

第2回交流会（DVD発売記念大接待 お客様は神様です!）
- 2008年12月14日 大宮アルシェ
- DVD購入者から抽選で、「ステージにあがってイベントを見学」「狭玉茶試飲」「さをりがラーメンをフーフーして食べさせてくれる」「ともPの手作りおにぎり」などの接待が行われた。

第3回交流会（大玉玉神社奉玉祭）
- 2009年4月26日 イオンモール川口キャラ
- 玉ニュータウン携帯サイトにその場で入会した市民にこのイベント限定の特殊なカードがプレゼントされた。

第4回交流会（玉ニュータウン市民大交流会）
- 2009年7月26日 日比谷公会堂
- （昼の部）玉ニュータウン 5万人集めて大選挙! 〜ガチンコ勝負!リコーダー教室もあるよ。〜
  - ゲスト：水木一郎、ボビー・オロゴン　映像ゲスト：スザンヌ
- （夜の部）玉ニュータウン 新市長記者会見 〜紙飛行機飛ばしたくて夏〜
  - 映像ゲスト：ナイツ、清水勇人（さいたま市市長）、石野未来（声・水樹奈々）

第5回交流会（ドキッ女だらけの大運動会）
- 2009年10月17日 イオン北戸田ショッピングセンター
- 会場の観客全員参加で運動会が行われた

市民の集い（今浪ナイト）
- 2009年11月27日 六本木の某飲み屋
- 番組スタッフと視聴者による飲み会。定員50人のところ300人の応募があった

市民の集い（根来ナイト）
- 2010年8月8日 池袋の某飲み屋

ブロガーイベント
- 2010年9月12日 池袋の某飲み屋

第6回交流会（玉ニュータウン市民大交流会）
- 2010年10月10日 よみうりランド（東京都稲城市）
- 玉子的史上最愛の大結婚式〜市長と署長のバージンロード 嫁はお前だ!〜
  - ゲスト：影山ヒロノブ、長島☆自演乙☆雄一郎、鈴木史朗、おかもとまり
  - 映像ゲスト：宮田幸季、豊口めぐみ、宮野真守、遊佐浩二、入野自由、小清水亜美、立木文彦、井上和彦

第7回交流会（玉ニュータウン×アメ横姉妹都市調印式式典）
- 2010年11月7日 アメヤ横丁（東京都台東区御徒町）
- アメ横とのコラボレーション企画

市民の集い（市長だらけナイト）
- 2011年8月6日 池袋の某飲み屋

市民の集い（根来プロデューサーのお誕生日会）
- 2011年12月23日 都内の某飲み屋

第8回交流会（玉ニューロックフェスティバル’12〜赤字が出たら番組終了）
- 2012年2月26日　さいたま市文化センター
- HIRU会計（昼の部）ゲスト：ももいろクローバーZ
- YORU決済（夜の部）ゲスト：電撃おばかさんブラザーズ、NoB、宮田幸季（映像ゲスト）

市民の集い（恋ナイト）
- 2012年12月2日

第9回交流会（玉連総会）
- 2013年2月10日　サイエンスホール

## DVD

### ファーストシーズン
1. 特典映像「玉ニュー黒歴史」（2008年11月25日発売）
2. 特典映像「何の因果か説教子」「市長熱愛発覚!」（2009年1月25日発売）
3. 特典映像「キャサリン感謝企画」「モーリー登場」ゲスト：宮田幸季（2009年3月25日発売）
4. 特典映像「ザ・ドキュメント 玉ニュータウン!」「ぶっちゃけ俺らの扱いってさぁ…!?」（2009年5月25日発売）
5. 特典映像「バラン爺さんの逆襲だバラン!!」ゲスト：遊佐浩二（2009年7月25日発売）
6. 特典映像「スターどっきり○玉報告!」「玉ニュータワー 秘書とアネキと、時々、署長」ゲスト：豊口めぐみ（2009年9月25日発売）

### セカンドシーズン
1. 玉の戦士たち（2009年12月25日発売）
  - 通常版…市長・署長のコーナー3か月分
  - 特別版…市長室のコーナー3ヶ月分から抜粋、劇場版第1話（特典映像ゲスト:小清水亜美）
2. 玉よ永遠に（2010年3月25日発売）
  - 通常版…日比谷公会堂大交流会　昼・夜の部（ゲスト:水樹奈々、ボビーオロゴン、水木一郎）
  - 特別版…レギュラー放送3ヶ月分から抜粋、劇場版第2話、録りおろしトークCD
3. 復活篇（2010年6月18日発売）
  - 通常版…市長・署長のコーナー3か月分（ゲスト:福圓美里）
  - 特別版…市長室のコーナー3ヶ月分から抜粋、ゲスト:遊佐浩二、劇場版第3話、特典映像ゲスト:宮野真守、録りおろしトークCD（ゲスト:杉田智和）
4. 新たなる旅立ち（2010年9月17日発売）
  - 通常版…市長・署長のコーナー3か月
  - 特別版…市長室のコーナー3ヶ月分から抜粋、ゲスト:長島☆自演乙☆雄一郎、劇場版最終話、特典映像ゲスト:宮野真守、録りおろしトークCD（ゲスト:入野自由）

### サードシーズン
1. 景気対策（2011年1月21日発売）
  - 特典映像ゲスト：能登麻美子
2. 破顔一笑（2011年4月15日発売）
3. 一生懸命（2011年7月22日発売）
  - 特典CDゲスト：小野坂昌也
4. 三日坊主（2011年10月21日発売）

## グッズ
- 第1回交流会が初出のグッズ（引き出物）
  - フォーマルスーツ「バランバージョン」
    - 「I♥ BARAN」と書かれたデザインのTシャツ

  - フォーマルスーツ「エッグバージョン」
    - 「EGG」の文字と、文字の上にタマゴ型キャラクターがあしらわれたデザインのTシャツ

  - 携帯クリーナーストラップ「TAMAMO」
    - 市長・署長・キャサリンのキャラクターがプリントされたデザインで玉鉄の自動改札にかざすと通行出来、玉鉄を利用しない人でもクリーナーとして使える。

  - 名曲バンダナ
    - 緑色のものには「キャサリンのテーマ」、青色には「Kiss・接吻」、ピンク色には「夏休みの思い出を歌おう」の歌詞が印刷されている。
- 第2回交流会が初出のグッズ
  - バランエコバッグ
    - 「I♥ BARAN」と書かれたデザインのエコバッグ。

  - フォーマルスーツ第3弾「玉鉄バージョン」
    - オモテは左胸の位置にタマゴ型キャラクターが、ウラには「TNR Tama Newtown Railway」のロゴがデザインされた黒いTシャツ

  - 2009年玉ニューカレンダー
    - 玉ニュータウン市役所が、年始の挨拶に配っているカレンダー
- 第3回交流会以降が初出のグッズ
  - おまも〜り
- 第4回交流会以降が初出のグッズ
  - NEGIタオル
  - 玉ニュータウンフォーマルTシャツ～大交流会Ver～
- 第6回交流会以降が初出のグッズ
  - 玉ニュータウンフォーマルTシャツ第2回大交流会記念Tシャツ～よみうりランド～
  - 玉ニュータウン広報誌
  - リトルブライドCD
  - 玉ニュータウントレーディングカード
- 第8回交流会以降が初出のグッズ
  - 玉ニュー黒カレー、赤カレー
  - 玉ステッカー3枚セット
  - 玉ペンライト
  - 玉ニューマグカップ
  - 玉ニュータウンミラー
  - 玉ニュークリアファイル
  - 玉ニュータウンフォーマルTシャツ～第3回大交流会Ver～

## 玉ニュータウン自治会（スタッフ）～激動編以降～
- ナレーター：金森匠
- 企画：有賀達也（タッチプランニング）
- 構成：八代丈寛、今浪祐介、廣瀬公乃
- スーパーバイザー：加治潤一
- CAV: 久村誠次
- 音声: 佐々木勇太
- 音効：大芦茂樹（ZACK）
- EED・MA：Studio NAO
- WEB：金子和広
- 携帯サイト: 越智俊貴
- 編成: 西岡瞳（テレビ埼玉）
- 広報： 鈴木ちえみ（テレビ埼玉）
- 協力：モース GPミュージアム、コネクトテクノロジーズ
- 美術仕上：ポンピクンありさ
- AD：石間敬悟、小熊竜介
- ディレクター：有本国穂、川島貴之
- 演出: 竹田真（タッチプランニング）
- AP: 熱田和哉
- プロデューサー： 若井聡一郎（テレビ埼玉）、根来将男（タッチプランニング）
- エグゼブディブプロデューサー: 遠藤圭介（テレビ埼玉）
- 制作協力：タッチプランニング
- 製作著作：テレ玉（2011年3月までは玉ニュータウン自治会）

## ネット局
開始当初は埼玉ローカルであったが、2009年4月より放送エリアを拡大した。
2011年の4月改編より5いっしょ3ちゃんねるの同時ネット枠へ移行、関東地方のネット局では放送時間を毎週金曜日23:00 - 23:30に変更、同時ネットとなる。

### 終了時のネット局
| 放送対象地域 | 放送局              | 系列                           | 放送曜日・時間     | 放送時期                      | 遅れ日数   | 備考                                                                                          |
| ------------ | ------------------- | ------------------------------ | ------------------ | ----------------------------- | ---------- | --------------------------------------------------------------------------------------------- |
| 埼玉県       | テレビ埼玉（TVS）   | JAITS （5いっしょ3ちゃんねる） | 金曜 23:00 - 23:30 | 2008年6月4日 - 2013年3月22日  | 同時ネット | 玉ニュータウン制作局 再放送は火曜 18:30 - 19:00                                               |
| 群馬県       | 群馬テレビ（GTV）   | JAITS （5いっしょ3ちゃんねる） | 金曜 23:00 - 23:30 | 2009年4月2日 - 2013年3月22日  | 同時ネット |                                                                                               |
| 栃木県       | とちぎテレビ（GYT） | JAITS （5いっしょ3ちゃんねる） | 金曜 23:00 - 23:30 | 2011年4月8日 - 2013年3月22日  | 同時ネット |                                                                                               |
| 千葉県       | 千葉テレビ（CTC）   | JAITS （5いっしょ3ちゃんねる） | 金曜 23:00 - 23:30 | 2009年4月9日 - 2013年3月22日  | 同時ネット | 2011年1月 - 3月には土曜13:00 - 13:30に、 同年10月 - 12月には土曜7:30 - 8:00に再放送していた。 |
| 神奈川県     | テレビ神奈川（tvk） | JAITS （5いっしょ3ちゃんねる） | 金曜 23:00 - 23:30 | 2009年4月2日 - 2013年3月22日  | 同時ネット |                                                                                               |
| 北海道       | 札幌テレビ（STV）   | 日本テレビ系列                 | 土曜 26:25 - 26:55 | 2011年1月9日 - 2013年3月30日  | 8日遅れ    |                                                                                               |
| 三重県       | 三重テレビ（MTV）   | JAITS                          | 月曜 26:20 - 26:50 | 2009年4月12日 - 2013年3月25日 | 3日遅れ    |                                                                                               |
| 京都府       | 京都放送（KBS）     | JAITS                          | 火曜 24:00 - 24:30 | 2009年4月7日 - 2013年3月26日  | 4日遅れ    | 2012年7月 - 12月までは『今夜野宿になりまして』の放送のためネットを休止していた。              |
| 兵庫県       | サンテレビ（SUN）   | JAITS                          | 火曜 18:30 - 19:00 | 2009年10月6日 - 2013年3月26日 | 4日遅れ    |                                                                                               |

### 過去のネット局
| 放送対象地域 | 放送局                | 系列           | 放送曜日・時間                                           | 放送時期                       | 放送日遅れ |
| ------------ | --------------------- | -------------- | -------------------------------------------------------- | ------------------------------ | ---------- |
| 静岡県       | 静岡第一テレビ（SDT） | 日本テレビ系列 | 火曜 25:29 - 25:59                                       | 2009年8月1日 - 2010年12月20日  | 6日        |
| 全国放送     | 日テレプラス          | CS放送         | 月曜 19:00 - 19:30 木曜 24:00 - 24:30 土曜 11:30 - 12:00 | 2009年10月5日 - 2010年10月20日 | 488日      |

## ラジオ
さおりとともPをパーソナリティーに番組の裏話的トークを中心にともPの実用的なワンポイント心理学コーナーなどの番組玉ニュー!がUSENにて2008年9月～2009年3月に放送